# Jiaokeng (sockenhuvudort i Kina, Jiangxi Sheng, lat 27,76, long 115,82)
Jiaokeng är en sockenhuvudort i Kina. Den ligger i provinsen Jiangxi, i den sydöstra delen av landet, omkring 100 kilometer söder om provinshuvudstaden Nanchang. Antalet invånare är 13 182. Befolkningen består av 6 170 kvinnor och 7 012 män. Barn under 15 år utgör 24,0 %, vuxna 15-64 år 67 %, och äldre över 65 år 7,0 %.
Runt Jiaokeng är det ganska tätbefolkat, med 139 invånare per kvadratkilometer. Närmaste större samhälle är Tielu, 13,2 km norr om Jiaokeng. I omgivningarna runt Jiaokeng växer huvudsakligen savannskog.
Genomsnittlig årsnederbörd är 2 267 millimeter. Den regnigaste månaden är juni, med i genomsnitt 364 mm nederbörd, och den torraste är oktober, med 22 mm nederbörd.